# 이온 강도
용액의 이온 강도(ionic strength) 또는 이온 세기는 용액 안의 이온 농도의 척도이다. 물에 녹은 이온 화합물은 이온들로 해리된다. 용액 안의 총 전해질 농도는 중요한 특성들(해리, 다른 염들의 용해도 등)에 영향을 미친다. 이온들이 녹아있는 용액의 주요한 특징 중 하나가 이온 강도이다.

## 이온 강도의 정량
용액의 이온 강도 I는 용액의 존재하는 모든 이온의 농도의 함수이다.

{\displaystyle I={1 \over 2}\sum _{i=1}^{n}c_{i}z_{i}^{2}}
여기서 {\displaystyle c_{i}}는 이온의 몰 농도 (M, mol/L), {\displaystyle z_{i}}는 이온의 전하수이며, 합은 용액 내의 모든 이온을 통해 구한다. 소금물(NaCl)과 같은 1:1전해질의 경우, 이온 강도는 농도와 같지만, MgSO4의 경우에는 이온 강도가 4배 높아진다. 일반적으로 다원자가 이온들은 이온 강도에 강하게 기여한다.

## 비이상용액
비이상용액의 부피는 첨가한 물질의 부피에 완전히 따르지 않기 때문에, 몰 농도보다 몰랄 농도 b (mol/kg{H2O})를 사용하는 것을 선호한다. 이러한 경우, 이온 강도는 다음과 같이 정의한다.

{\displaystyle I={1 \over 2}\sum _{i=1}^{n}b_{i}z_{i}^{2}}

## 중요성
이온 강도는 이온성 용액에서 접할 수 있는 이상값과의 큰 편차를 묘사하는 데 있어 데바이-휘켈 이론(Debye–Hückel theory)에서 중심적인 역할을 한다. 또한 이중층의 이론에도 중요하며, 콜로이드 및 불균일 계에서의 계면 동전 현상, 전기 음향 현상과도 관련이 있다. 즉, 디바이 거리(디바이 변수κ의 역수)는 이온 강도의 제곱근에 반비례한다. 디바이 거리는 이중층 두께의 특징이다. 농도의 증가, 반대이온(counterion)의 전하는 이중층을 압축하고, 전기적 전위 기울기를 증가시킨다. 평형 상수를 결정 할 때 낮은 농도에서는 적정시에 용질의 활량 계수에 변화가 생기는데 이 변화를 최소화하기 위해 높은 이온 농도의 매체가 사용된다. 바닷물과 같은 자연수는 염이 녹아 있기 때문에 어느 정도 이온 강도를 가지고 있는데, 이는 자연수의 특성에 큰 영향을 준다.

## 같이 보기
- 염석

## 참조
- IUPAC, Compendium of Chemical Terminology, 2nd ed. (the "Gold Book") (1997). 온라인 수정 버전: (2006–) "ionic strength, I". doi:10.1351/goldbook.I03180
- Debye, P.; Hückel, E. (1923). “Zur Theorie der Elektrolyte. I. Gefrierpunktserniedrigung und verwandte Erscheinungen” [The theory of electrolytes. I. Lowering of freezing point and related phenomena] (PDF). 《Physikalische Zeitschrift》 24: 185–206. 2013년 11월 2일에 원본 문서 (PDF)에서 보존된 문서. 2014년 2월 1일에 확인함.
- Skoog, D.A.; West D.M.; Holler F.J.; Crouch S.R. (2004). 《Fundamentals of analytical chemistry》. Brooks/Cole Pub Co. ISBN 0-03-058459-0.